# 東方故事2 天朝帝國
天朝帝國（全名為「東方故事2 天朝帝國」，其英文名稱為 Celestial Empire，一般簡稱為 ES2）是第一個以東方武俠故事為背景的網路遊戲，同時也是目前仍在運作中最長壽的中文MUD之一（1994年11月4日发行，运营至今）。自1995年起ES2以開放原始碼方式釋出其遊戲區域除外的主程式，即ES2 mudlib，受到全球華文地區玩家的歡迎，並且帶動一股中文網路遊戲的風潮，至今仍是架設中文MUD時的重要工具。

## 遊戲方式
無須安裝客戶端軟體。使用支援TELNET通訊協定的任何終端機連線軟體如PuTTY。
- ES2 遊戲連結

## 特徵
由於開發者為台灣人，遊戲中使用到的英文命令、關鍵字、或及人物角色和物品的英文名稱，均以英文意譯為主，並未使用中國常見的漢語拼音。
具體呈現方式：
```
小客棧 -
    這裡是一家小客棧﹐老舊的桌椅因為經年的使用而變得烏黑黝亮﹐
西邊隔著一層竹簾隱隱傳來一陣陣鍋鏟的聲音﹐大概是客棧的廚房﹐靠
北邊的牆壁邊上有一道通往二樓雅座的樓梯﹐樓梯下就是櫃臺﹐東邊是
客棧的出口﹐門口一串紙糊燈籠隨風搖擺﹐上面寫著「飲風客棧」﹐意
思是即使你沒有錢﹐也歡迎來這裡聊天聽書﹐喝西北風。西南邊有一扇
木門通往客棧後面的馬房。
    這裡明顯的出口是 west 和 east。
  掌櫃(Innkeeper)
  店小二(Waiter)
>

```

此一特徵亦延續到在中國流行的，使用 ES2 Mudlib 的大型 MUD 如侠客行 (游戏)。

## 內容
- 儘管其名稱「天朝帝國」和 Celestial Empire 在一般的使用情況下，均用來稱呼古代的中國王朝，但 ES2 自身的故事背景設定從未明白提到或暗示存在任何與古代中國的關聯。
- 和大多數以金庸武俠故事為背景的衍生MUD不同，ES2採用的是虛構的東方風格世界，其中人物身處的國家是由一群躲避風雪而遷徙的遊牧民族所建立的。
- 該民族崇拜的圖騰是太陽神化身的三足金色烏鴉，並非中國王朝傳統所崇拜的龍 (中國漢族、日本、古高麗人均有關於三足金烏的神話傳說)。

## ES2 Mudlib

### 開放原始碼
- ES2 Mudlib 自1995年開始在原作者Annihilator於台灣大學的學生網頁釋出其原始碼，陸續釋出的版本分別為 1.1, 1.2, 1.3。授權條件為類MIT條款，但聲明禁止商業使用。
- ES2 Mudlib 自2022-09-30起於github （页面存档备份，存于）上發布(1.3 以後)UTF-8 版本，授權條件放寬為MIT license，並且可回溯適用先前釋出的所有版本。

### 使用 ES2 Mudlib 為基礎的其他遊戲
- 西遊記MUD
- 侠客行 (游戏)
- 香港俠客行
- 萬王之王 (1996年遊戲): 台灣第一個商業化MMORPG(同名)前身。
- 東方故事2 天朝遊俠錄

## 人物
- 中華民國台灣的數位發展部首任部長、知名自由軟體程式設計師唐鳳於專訪中指出她早年(1993-1995)初次接觸開源軟體的第一個軟體專案，即為 ES2[2][3]。